# Полесье (Светлогорский район)
Полесье (бел. Пале́ссе)  — агрогородок в Давыдовском сельсовете Светлогорского района Гомельской области Республики Беларусь. На юге граничит с лесом (урочище Дурной Мох).

## География

### Расположение
В 34 км на юго-запад от Светлогорска, 20 км от железнодорожной станции Останковичи (на линии Жлобин — Калинковичи), 144 км от Гомеля.

### Гидрография
На востоке мелиоративные каналы, соединённые с рекой Ипа (приток реки Тремля).

## Транспортная сеть
Автодорога связывает деревню со Светлогорском и Паричами. Планировка состоит из 2 частей: южной (к прямолинейной улице, ориентированной почти меридионально, с востока присоединяется короткая прямолинейная улица) и северной (короткая прямолинейная меридиональная улица с переулком). Застройка двусторонняя, неплотная, преимущественно деревянная, усадебного типа.
Через агрогородок пролегает автомобильная дорога Р31.
В 1987 году построены 56 кирпичных, коттеджного типа, домов, в которых разместились переселенцы из мест, загрязнённых радиацией после катастрофы на Чернобыльской АЭС, преимущественно из деревни Берёзовка Наровлянского района.

## Этимология
До 20 апреля 1939 года деревня имела название Кобыльщина.

## История
Согласно письменным источникам известна с XVIII века как селение в Мозырском повете Минского воеводства Великого княжества Литовского. Под 1778 год обозначена как селение в Озаричском церковном приходе.
После 2-го раздела Речи Посполитой (1793 год) в составе Российской империи. Согласно переписи 1897 года действовали церковно-приходская школа, трактир. В 1908 году в Озаричской волости Бобруйского уезда Минской губернии. В этом же году открыта школа, которая размещалась в наёмном крестьянском доме.
В 1930 году организован колхоз «Красная смена», работали ветряная мельница и кузница.
С 20 августа 1924 года центр Кобыльщанского (с 20 апреля 1939 года Полесского) сельсовета Озаричского, с 8 июля 1931 года Паричского, с 12 февраля 1935 года Домановичского, с 20 января 1960 года Паричского, с 29 июля 1961 года Светлогорского районов, в составе Мозырского (с 26 июля 1930 года и с 21 июня 1935 года до 20 февраля 1938 года) округа, с 20 февраля 1938 года Полесской, с 8 января 1954 года Гомельской областей.
10 жителей были репрессированы. Во время Великой Отечественной войны в январе 1943 года немецкие каратели сожгли 110 дворов и убили 220 жителей. В боях за деревню погибли 1313 советских солдат и партизан (похоронены в братских могилах в центре деревни и около дороги Паричи — Калинковичи). КСУП «Полесское». Расположены средняя школа(ны не несуществует), Дом культуры, библиотека, фельдшерско-акушерский пункт, детский сад(не существует) отделение связи, кафе, комбинат бытового обслуживания, магазин.
До 16 декабря 2009 года являлся центром Полесского сельсовета.
В состав Полесского сельсовета до 1939 года входили (в настоящее время не существующие) посёлки Залесье, Подлесок, Подмоховщина, Сергеевка, хутора Белое Болото, Залесье, Марги.

## Население

### Численность
- 2004 год — 202 хозяйства, 529 жителей

### Динамика
- 1795 год — 27 дворов
- 1897 год — 45 дворов, 319 жителей (согласно переписи)
- 1908 год — 64 двора, 422 жителя
- 1917 год — 71 двор, 494 жителя
- 1925 год — 111 дворов
- 1940 год — 127 дворов, 635 жителей
- 1959 год — 308 жителей (согласно переписи)
- 2004 год — 202 хозяйства, 529 жителей

## Достопримечательность
- Братская могила советских воинов (1943-1944) —  Историко-культурная ценность Республики Беларусь, шифр 313Д000766